# Ghali
Ghali Amdouni (Milano, Italija, 21. svibnja 1993.), poznatiji samo kao Ghali, talijanski je reper tuniškog podrijetla. Rođen je u Tunisu, a život je proveo u Baggiju, predgrađu Milana. Glazbenu karijeru započeo je pod umjetničkim imenom Fobia, koje je kasnije promijenio u Ghali Foh. Godine 2011., postao je član glazbenog sastava Troupe D'Elite čiji su ostali članovi bili reper Ernia (ranije poznat kao Er Nyah), pjevač Maite i producent Fawzi (prije poznat kao Fonzie). Iste godine potpisao je ugovor za Gué Pequenovu diskografsku kuću Tanta Roba, te je krenuo na turneju zajedno s Fedezom.

## Diskografija
Studijski albumi
- Album (2017.)

Mixtapeovi
- Leader Mixtape (2013.)

## Vanjske poveznice
- Ghali na AllMusicu
- Ghali na Discogsu